# Pieter Verhees
Pieter Verhees  (Lommel, 8 december 1989) is een Belgisch voormalig volleyballer.

## Levensloop
Hij heeft al verschillende prijzen gewonnen, zowel met de ploeg waarvoor hij speelde als individueel. Zo werd hij al landskampioen met Noliko Maaseik in 2012 en speelde hij de finale van de CEV Cup in 2013 en van de Challenge Cup in 2014. 
Verhees ruilde voor het seizoen 2011-2012 Euphony Asse-Lennik voor Noliko Maaseik. Voor het seizoen 2012-2013 verhuisde hij voor 2 jaar naar de Italiaanse club Top Volley Latina. Hij heeft in het jaar 2013 zijn Opleiding Lichamelijke Opvoeding en Bewegingswetenschappen voltooid. Hij maakt deel uit van de Belgische volleybalploeg.

## Palmares
- 2007: Derde plaats EK volleybal voor jeugd (U19)
- 2009: Beste jongere van België
- 2010: Beste blok, finalist beker van België
- 2011: Beste blok, vice landskampioen
- 2012: Bekerwinnaar, landskampioen, Supercup winnaar
- 2013: Finalist CEV Cup, kwartfinale EK
- 2014: Finalist Challenge Cup, kwalificatie WK 2014, Derde plaatst World League 2de divisie
- 2015: Bekerwinnaar Italië, vice landskampioen Italie
- 2017: Beste middenman van Italië 2016-2017
- 2017: Vierde plaats Ek Volleybal
- 2018: 7e plaats WK Volleybal